# Дитяча пляшка

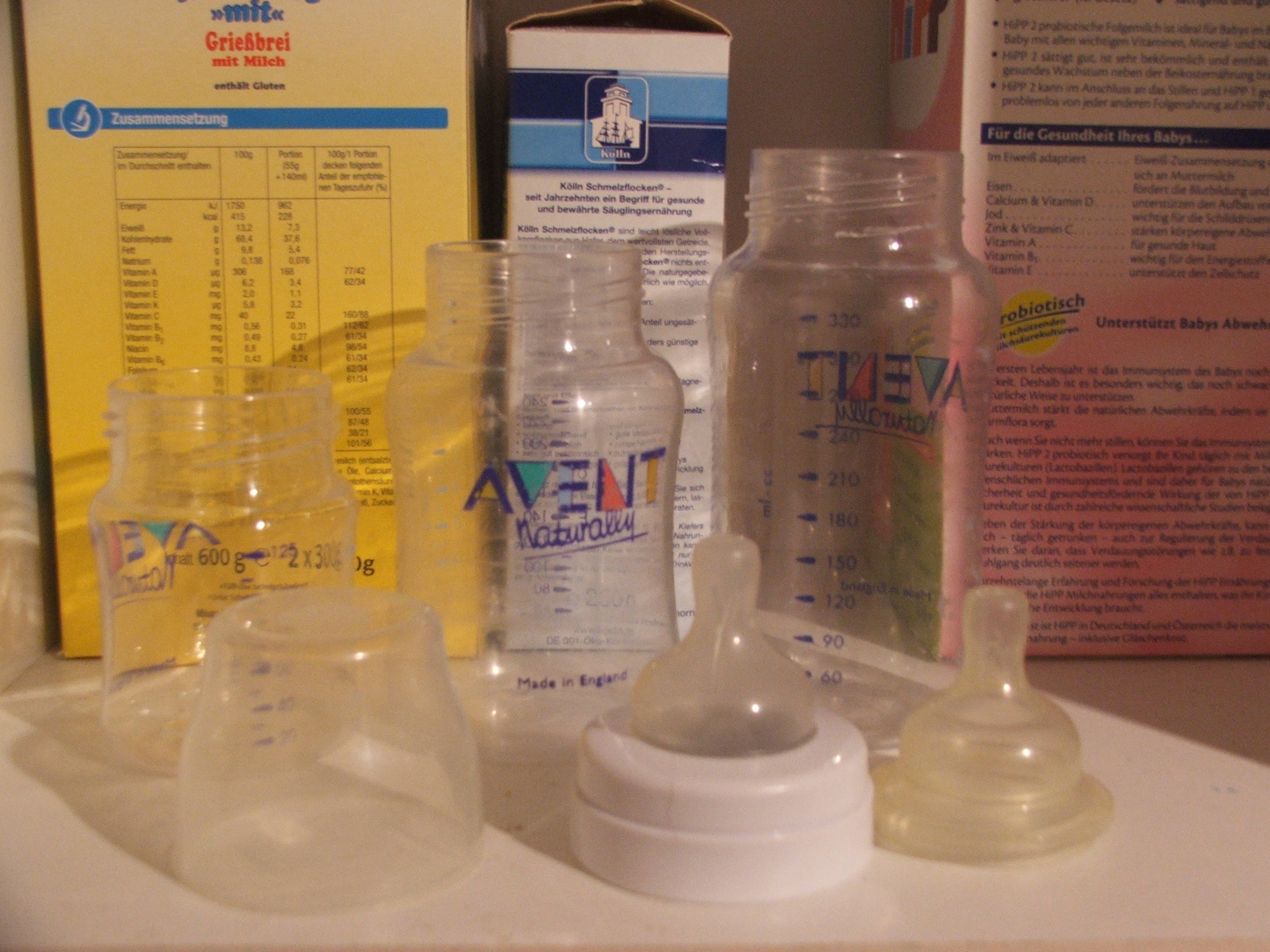
Різні розміри дитячих пляшок

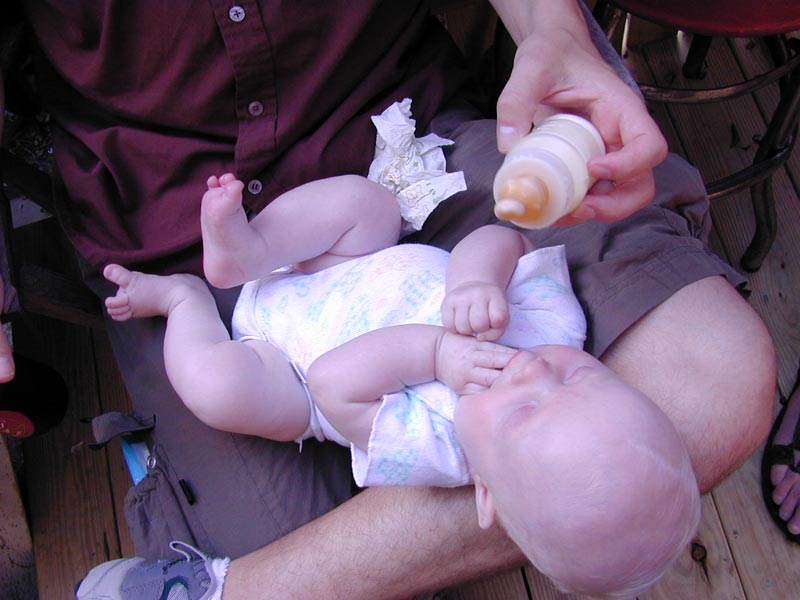
Дитину годують з пляшечки

Дитя́ча пля́шка або пля́шка з со́скою — пляшка з пристроєм для смоктання, призначена для штучного вигодовування немовлят і маленьких дітей рідкими харчовими продуктами, коли матері не годують груддю, а також коли хтось не може пити з чашки, їсти з ложки і ін. Зокрема, для годування використовуються молочні суміші, грудне молоко або педіатричний розчин електроліту.

## Розміри і дизайн
До складу пристрою входять: сама пляшка, соска, кільце, що фіксує соску на пляшці, кришка для покриття соски і, іноді, одноразовий вкладиш.
Стандартні розміри пляшки 125 мл, 240, 270 і 330 мл. Відношення висоти до ширини пляшок має значення, оскільки пляшка має утримуватись при використанні при нормальному куті. Є асиметричні пляшки, які забезпечують утримання розташування соски, якщо пляшка нахилена в певному напрямку.
Для виготовлення, зазвичай, використовується скло і полікарбонат. Скляні пляшки мають той недолік, що вони важкі і крихкі. Ці фактори стають особливо значними, коли дитина починає тримати пляшку сама. Пов'язування полікарбонату із бісфенолом А є спірним.

### Соска
Соски різняться за швидкістю потоку, і підбираються з огляду на вік дитини. Звичайно, існують змінні соски.
Соска має, зазвичай, низку отворів 3:59, їх застосування залежить від віку дитини і в'язкості вмісту пляшки. Деякі з них обладнані всмоктувальною клапанною системою, щоб запобігти поглинанню повітря при всмоктуванні, оскільки це може спричинити у дитини кольки.
Існують спеціалізовані соски, які імітують форму грудей, щоб допомогти дітям в переходах між пляшечкою і груддю.
Соски виготовляються з латексу і силіконів. Останні менш жувальні і менш алергенні.

### Антивакуумні пляшки
Соска такої пляшки виготовляються з клапаном додаткового повітря, який дозволяє повітрю надходити в пляшку, поки дитина п'є без необхідності порушувати всмоктування дитини під час годування. Соска такої пляшки біля основи має «анти-вакуумну спідничку» (anti-vacuum skirt), де вона утворює ущільнення з пляшкою. «Спідничка» діє як одностонній клапан, що дозволяє повітрю надходити в пляшку, але не пропускає назовні рідину. Коли ущільнювальне кільце затягується занадто сильно, то «спідничка» стискується так, що клапан не має змоги відкритись, і вихід вмісту пляшки через це по-необережності блокується (на це необхідно звертати увагу).
Існують пляшечки де повітряний клапан розташовується у дні тари: він сам відкривається в момент здійснення дитиною смоктальних рухів.

## Стерилізація
Важливо ретельно очищувати соски і пляшки після використання, оскільки на них можуть розмножуватися мікроби. Після очищення пляшку дезінфікують в киплячій водяній бані, паровому стерилізаторі або стерилізують в спеціальному контейнері в мікрохвильовій печі.